# Atzacan (municipalité)
La municipalité d'Atzacan est l'une des 212 municipalités de l'État de Veracruz, et est située dans la partie centrale de cet État. Elle se situe à l'ouest du golfe du Mexique, sur les contreforts de la chaîne de montagnes de la Sierra Madre orientale, et fait partie du bassin versant de la rivière Río Blanco, affluent nord du fleuve Río Papaloapan. Son chef-lieu est la ville éponyme d'Atzacan. Elle dépend de la région administrative de Las Montañas, qui est une des 10 subdivisions administratives de l'État de Veracruz. Elle fait également partie de la "Zona metropolitana de Orizaba", qui regroupe autour de la ville de Orizaba les municipalités faisant partie de sa sphère d'influence.

## Géographie
La municipalité d'Atzacan s'étend du nord au sud dans le bassin versant de la rivière Río Blanco, sur sa rive droite, et est traversée par deux de ses affluents, un premier formant sa limite ouest, tandis que la rivière Metlac forme sa limite nord et pour partie est. Assise sur les contreforts de la chaîne de montagnes de la Sierra Madre orientale, son altitude oscille entre 1100 et 2400 mètres. Son chef-lieu, la ville éponyme d'Atzacan, est située dans ses confins sud, et se trouve en situation de conurbation avec ses voisines Mariano Escobedo à l'ouest, Orizaba au sud-ouest, Ixtaczoquitlán au sud-est et à l'est. Son territoire couvre une superficie de 65,2 km2, et était peuplé en 2020 de 22 651 habitants, pour une densité de 347,6 habitants au km2.
Cette municipalité fait partie de la Zona metropolitana de Orizaba (es), qui est composée des municipalités de Orizaba, Ixtaczoquitlán, Camerino Z. Mendoza, Río Blanco, Nogales, Mariano Escobedo, Ixhuatlancillo, Rafael Delgado, Atzacan, Maltrata, Huiloapan de Cuauhtémoc et Tlilapan, pour une population totale de 465 175 habitants.
Elle est limitrophe au nord des municipalités de Chocamán, et de Coscomatepec, à l'ouest de celles de La Perla, et de Mariano Escobedo, au sud de celle d'Orizaba, au sud-est de celle de Ixtaczoquitlán, et à l'est de celle de Fortín.

## Composition et démographie
La municipalité était composée en 2020 de 17 localités, dont 2 étaient considérées comme urbaines, les autres étant rurales.
| Localité            | Population |
| ------------------- | ---------- |
| Atzacan             | 10 146     |
| Dos Ríos (Tocuila)  | 5224       |
| La Sidra            | 2036       |
| Rincón Grande       | 1072       |
| Contla              | 1063       |
| Reste des localités | 3110       |
| Total population    | 22 651     |

En plus de l'espagnol, plusieurs langues amérindiennes sont parlées dans la municipalité, dont les principales sont par ordre d'importance : le nahuatl, et de manière plus marginale le mazatèque, le zapotèque, le totonaque, et le mazahua.

## Histoire
La municipalité d'Atzacan est créée au lendemain de l'indépendance du Mexique.

## Économie

### Agriculture et élevage
La superficie des parcelles semées représentait en 2021 une surface totale de 2736 hectares, parmi lesquels 1500 hectares étaient voués à la culture de la canne à sucre, 750 hectares étaient voués à la culture du caféier, et 345 hectares étaient voués à celle du maïs.
En 2021, la production de viande par tonnes comprenait 7,9 tonnes de viande bovine, 185,5 tonnes de viande porcine, 1,4 tonne de viande ovine, 0,2 tonne de viande caprine, 273,6 tonnes de volailles, et 4,3 tonnes de dinde. La superficie vouée à l'élevage représentait alors 2239 hectares.